# 独立騎兵隊
『独立騎兵隊』（どくりつきへいたい、A Thunder of Drums）は1961年のアメリカ合衆国の西部劇映画。出演はリチャード・ブーン、ジョージ・ハミルトン、ルアナ・パットン、アーサー・オコンネルなど。

## キャスト
| 役名                     | 俳優                     | 日本語吹替 | 日本語吹替 |
| 役名                     | 俳優                     | 東京12ch版 | TBS版      |
| ------------------------ | ------------------------ | ---------- | ---------- |
| スティーヴン・マドックス | リチャード・ブーン       | 大木民夫   | 森山周一郎 |
| カーティス・マッケイド   | ジョージ・ハミルトン     | 広川太一郎 | 伊武雅之   |
| トレーシー・ハミルトン   | ルアナ・パットン         | 武藤礼子   | 神保共子   |
| カール・ロダーミル       | アーサー・オコンネル     | 勝田久     | 大久保正信 |
| ハナ                     | チャールズ・ブロンソン   | 矢田耕司   | 大塚周夫   |
| ポーター                 | リチャード・チェンバレン | 嶋俊介     |            |
| トーマス・グレシャム     | ジェームズ・ダグラス     | 青野武     |            |
| ローリー・デトワイラー   | タミー・マリヒュー       |            |            |
| Erschick                 | スリム・ピケンズ         |            |            |

- 東京12ch版：放送日1970年7月9日『木曜洋画劇場』
- TBS版：放送日1974年10月14日『月曜ロードショー』

## スタッフ
- 監督：ジョゼフ・M・ニューマン
- 製作：ロバート・J・エンダース
- 脚本：ジェームズ・ワーナー・ベラ
- 撮影：ウィリアム・スペンサー
- 編集：フェリス・ウェブスター
- 音楽：ハリー・サックマン